# Unčín (Krupka)
Unčín (německy Hohenstein) je vesnice, část města Krupka v okrese Teplice v Ústeckém kraji. Nachází se na východě Krupky. Prochází zde silnice II/253. Unčín leží v katastrálním území Unčín u Krupky o rozloze 6,11 km².

## Historie
První písemná zmínka o vesnici pochází z roku 1335.

## Obyvatelstvo
Při sčítání lidu v roce 1921 ve vsi žilo 1 202 obyvatel (z toho 589 mužů), z nichž bylo 144 Čechoslováků, 1 038 Němců a dvacet cizinců. Převážná většina (1 153 osob) se hlásila k římskokatolické církvi a kromě ní v Unčíně bylo jedenáct evangelíků, pět členů církve československé, čtyři židé a 29 lidí bez vyznání. Podle sčítání lidu z roku 1930 měla vesnice 1 564 obyvatel: 226 Čechoslováků, 1 318 Němců a dvacet cizinců. Počet katolíků vzrostl na 1 235 a lidí bez vyznání na 208. Evangelíků bylo patnáct, k církvi československé patřilo deset obyvatel, čtyři k církvi izraelské a dva k ostatním nezjišťovaným církvím.
| | 1869 | 1880 | 1890 | 1900  | 1910  | 1921  | 1930  | 1950 | 1961  | 1970 | 1980 | 1991 | 2001 | 2011 | 2021 |
| --- | ---- | ---- | ---- | ----- | ----- | ----- | ----- | ---- | ----- | ---- | ---- | ---- | ---- | ---- | ---- |
| Obyvatelé | 620  | 801  | 978  | 1 298 | 1 352 | 1 202 | 1 564 | 901  | 1 936 | 927  | 833  | 777  | 783  | 806  | 796  |
| Domy | 73   | 93   | 106  | 124   | 137   | 141   | 184   | 225  | —     | 202  | 204  | 234  | 240  | 252  | 291  |
| Počet obyvatel z roku 1961 zahrnuje obyvatele Maršova a domy v témže roce jsou přičteny k domům místní části Krupka. |      |      |      |       |       |       |       |      |       |      |      |      |      |      |      |

## Obecní správa
Při sčítání lidu v letech 1850–1960 byl Unčín samostatnou obcí, se kterým patřil nejprve do okresu Ústí nad Labem, ale od roku 1950 v okrese Teplice. Od 1. července 1960 je částí města Krupka v okrese Teplice.

## Pamětihodnosti
- Hrad Kyšperk, zřícenina na Supí hoře nad Unčínem
- Kaple svatého Floriána, na návsi
- Unčínská lípa, památný strom, více než 300letá lípa malolistá, při křižovatce ulic Revoluční a Soběchlebská
- Území bojiště u Přestanova, Chlumce a Varvažova (krajinná památková zóna)

## Další fotografie

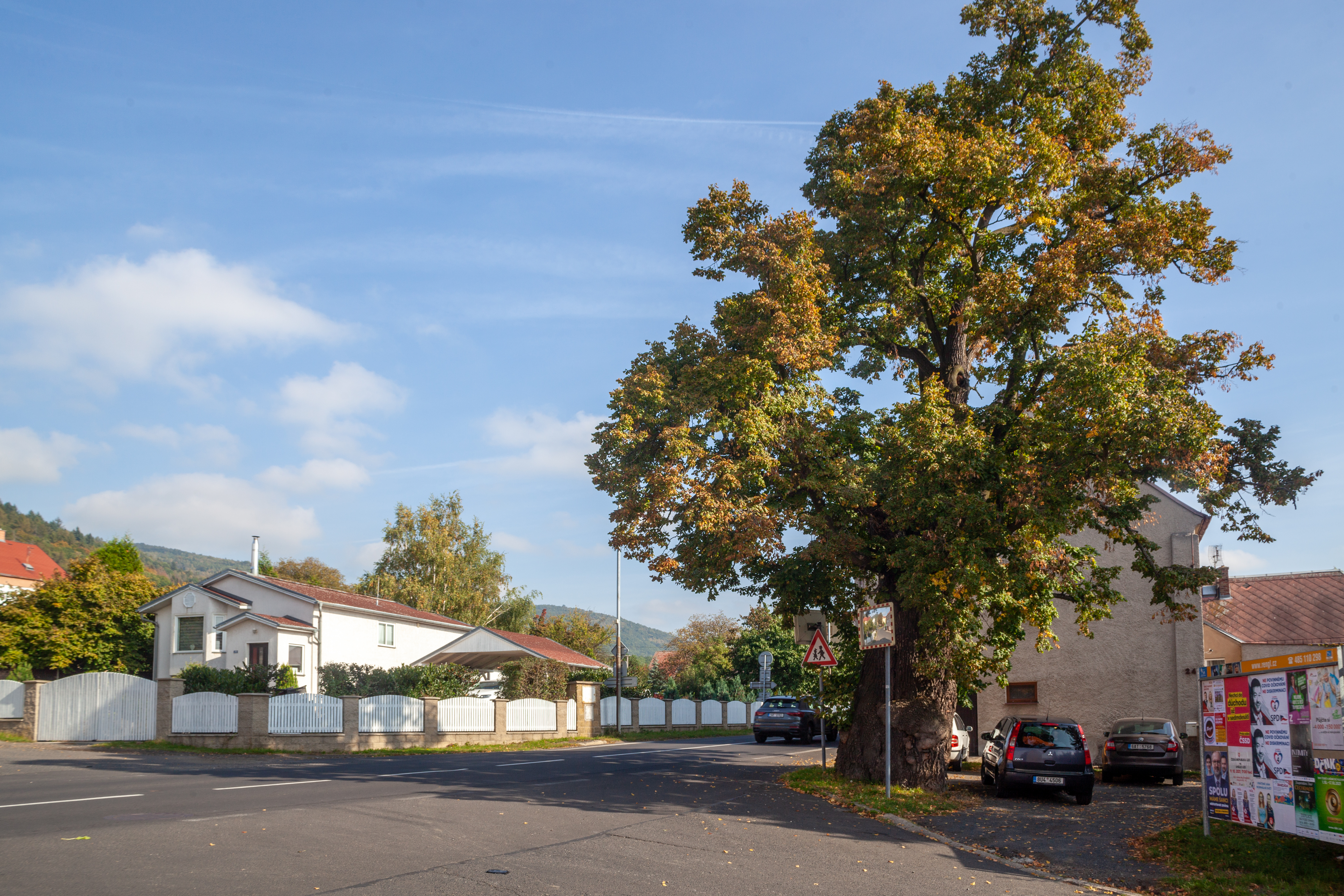
Unčínská lípa
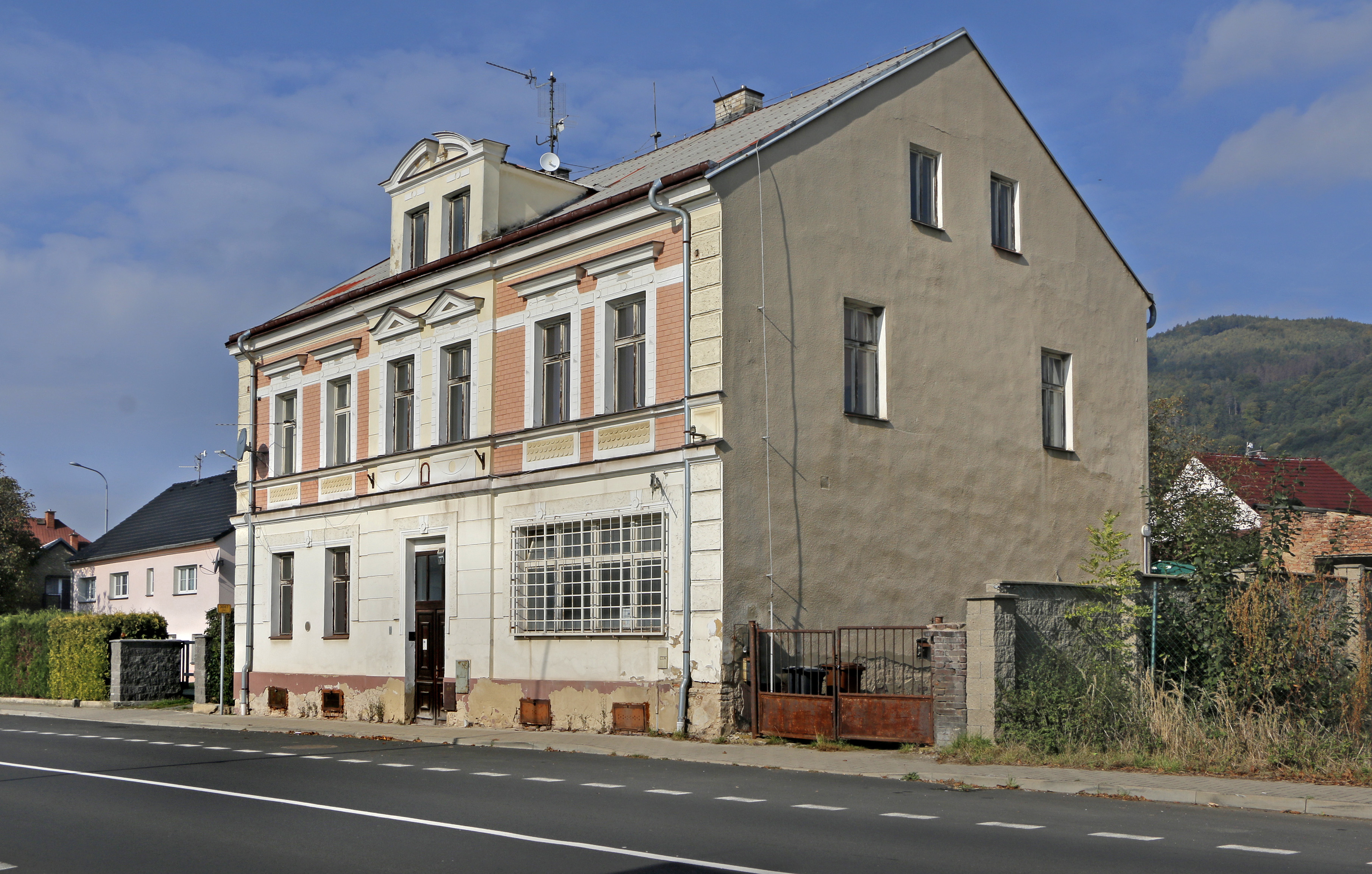
Dům čp. 119
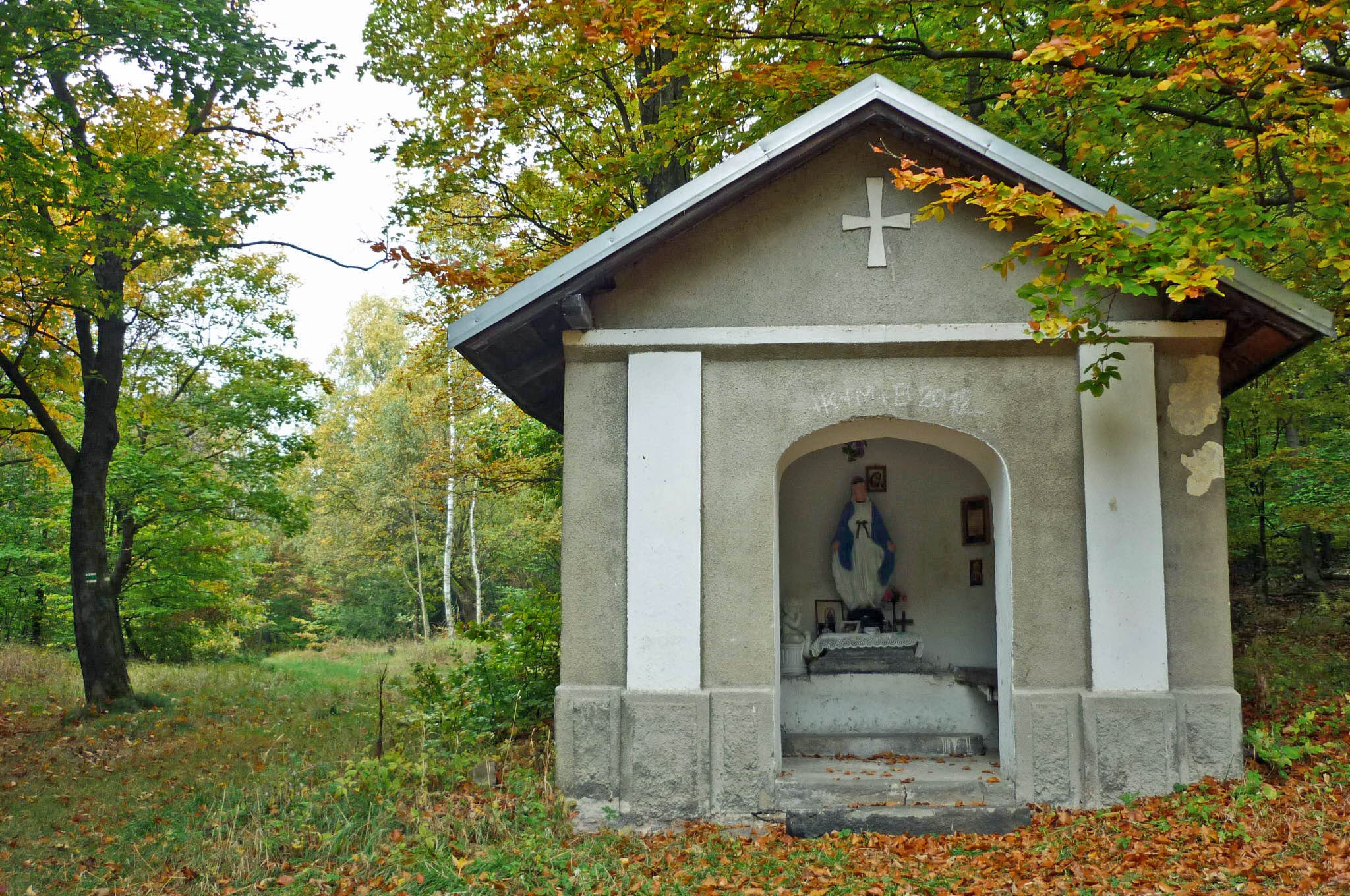
Kaple Bolestné Panny Marie v lese